# Fedotovia mongolica
Fedotovia mongolica är en spindelart som beskrevs av Yuri M. Marusik 1993. Fedotovia mongolica ingår i släktet Fedotovia och familjen plattbuksspindlar.
Artens utbredningsområde är Mongoliet. Inga underarter finns listade i Catalogue of Life.